# Скрипаївська сільська рада
Скрипаї́вська сільська́ ра́да — адміністративно-територіальна одиниця та орган місцевого самоврядування у Зміївському районі Харківської області. Адміністративний центр — село Скрипаї.

## Загальні відомості
- Скрипаївська сільська рада утворена в 1922 році.
- Територія ради: 154,498 км²
- Населення ради: 1 589 осіб (станом на 2001 рік)
- Територією ради протікає річка Сіверський Дінець.

## Населені пункти
Сільській раді підпорядковані населені пункти:
- с. Скрипаї
- с-ше Лісне
- с. Мохнач

## Склад ради
Рада складається з 16 депутатів та голови.
- Голова ради: Лисак Тетяна Миколаївна

### Керівний склад попередніх скликань
| Прізвище, ім'я, по батькові | Основні відомості                                                         | Дата обрання | Дата звільнення |
| --------------------------- | ------------------------------------------------------------------------- | ------------ | --------------- |
| Єпік Сергій Миколайович     | Сільський голова, 1972 року народження, безпартійний                      | 26.03.2006   | 15.08.2008      |
| Лисак Тетяна Миколаївна     | Сільський голова, 1966 року народження, освіта вища, позапартійна         | 30.11.2008   | 31.10.2010      |
| Лисак Тетяна Миколаївна     | Сільський голова, 1966 року народження, освіта вища, член Партії регіонів | 31.10.2010   |                 |

Примітка: таблиця складена за даними сайту Верховної Ради України

### Депутати
За результатами місцевих виборів 2010 року депутатами ради стали:

#### За суб'єктами висування
| Суб'єкт висування                                       | Кількість обраних депутатів | %    |
| ------------------------------------------------------- | --------------------------- | ---- |
| Партія регіонів                                         | 7                           | 43,8 |
| Самовисування                                           | 6                           | 37,5 |
| Політична партія Всеукраїнське об'єднання «Батьківщина» | 1                           | 6,3  |
| Політична партія «Сильна Україна»                       | 1                           | 6,3  |
| Соціалістична партія України                            | 1                           | 6,3  |

#### За округами
| № округу                                                | Прізвище, ім'я, по батькові     | Дата визнання обраним | Освіта  | Партійна приналежність                        | Відомості про обраного депутата                                         |
| ------------------------------------------------------- | ------------------------------- | --------------------- | ------- | --------------------------------------------- | ----------------------------------------------------------------------- |
| Партія регіонів                                         |                                 |                       |         |                                               |                                                                         |
| 2                                                       | Прощин Людмила Андріївна        | 02.11.2010            | середня | член Партії регіонів                          | ПП Буряк А. І., продавець                                               |
| 4                                                       | Коробка Петро Олексійович       | 02.11.2010            | середня | позапартійний                                 | ПП Коробка П. О., приватний підприємець                                 |
| 10                                                      | Пуць Ольга Вікторівна           | 02.11.2010            | вища    | член Партії регіонів                          | Скрипаївська сільська рада, бухгалтер                                   |
| 11                                                      | Кравцова Ніна Вікторівна        | 02.11.2010            | середня | позапартійна                                  | ПП Коробка П. О., продавець                                             |
| 14                                                      | Мякінін Євген Володимирович     | 02.11.2010            | вища    | член Партії регіонів                          | ДП Скрипаївський учлісгосп, лісник                                      |
| 15                                                      | Петров Олег Ігорович            | 02.11.2010            | середня | член Партії регіонів                          | тимчасово не працює                                                     |
| 16                                                      | Ковтун Роман Вікторович         | 02.11.2010            | вища    | член Партії регіонів                          | Мохначанське лісництво, лісник                                          |
| Політична партія Всеукраїнське об'єднання «Батьківщина» |                                 |                       |         |                                               |                                                                         |
| 7                                                       | Проценко Микола Іванович        | 02.11.2010            | вища    | член Всеукраїнського об'єднання «Батьківщина» | тимчасово не працює                                                     |
| Політична партія «Сильна Україна»                       |                                 |                       |         |                                               |                                                                         |
| 3                                                       | Гончаров Андрій Васильович      | 02.11.2010            | вища    | член Політичної партії «Сильна Україна»       | Харківськагімназія № 47, вчитель інформатики                            |
| Соціалістична партія України                            |                                 |                       |         |                                               |                                                                         |
| 13                                                      | Проценко Яна Іванівна           | 02.11.2010            | вища    | позапартійна                                  | Купянська дирекція залізничних перевезень, начальник станції «Скрипаї»  |
| Самовисування                                           |                                 |                       |         |                                               |                                                                         |
| 1                                                       | Павлов Ігор Миколайович         | 02.11.2010            | вища    | позапартійний                                 | Скрипаївська загальноосвітня школа І-ІІІ ст., вчитель історії           |
| 5                                                       | Малюк Наталія Григорівна        | 02.11.2010            | вища    | позапартійна                                  | Скрипаївська загальноосвітня школа І-ІІІ ст., вчитель початкових класів |
| 6                                                       | Бурейко Тетяна Олексіївна       | 02.11.2010            | вища    | позапартійна                                  | Скрипаївська загальноосвітня школа І-ІІІ ст., вчитель фізики            |
| 8                                                       | Миндар Олексій Степанович       | 02.11.2010            | вища    | позапартійний                                 | Комсомольська виробнича дільниця КП «Надія — 2», бригадир               |
| 9                                                       | Маковецький Валерій Миколайович | 02.11.2010            | середня | позапартійний                                 | тимчасово не працює                                                     |
| 12                                                      | Єпік Сергій Миколайович         | 02.11.2010            | вища    | позапартійний                                 | Шебелинська ВПГКН-15 ДПЧ, пожежник                                      |